# Domingo Luciani
Domingo Luciani (Maracaibo, 8 de diciembre de 1886 - Caracas, 11 de noviembre de 1979) fue un médico cirujano y docente venezolano, el cual es reconocido por hacer grandes aportes médicos al país. 

## Biografía
Hijo de Giovanni Nepomuceno Luciani y Casimira Eduardo, De ascendencia genovesa por parte de su abuelo paterno, don Giovanni Luciani, un inmigrante italiano. Fue bautizado con el nombre de Domingo Leonardo de la Concepción Luciani Eduardo. Fue trasladado a Caracas siendo un bebé. A sus 4 años se quedó sin padre. 
Se graduó en 1904, de Bachiller en Ciencias Filosóficas con altas calificaciones. Inició sus estudios en la Facultad de Medicina de la Universidad Central de Venezuela (UCV). Fue interno y externo del Hospital Civil de Caracas y preparador de las cátedras de Histología y Bacteriología, al lado del doctor José Gregorio Hernández y Rafael Rangel.
Tras presentar su tesis Contribución al estudio de la elefantiasis de los árabes en Venezuela, se graduó en 1911 de Doctor en Ciencias. Ya graduado de médico fue designado para encargarse del estudio y tratamiento de los brotes de la peste bubónica que afectaron a Caracas. En 1914 se embarcó en Europa en donde estudió Cirugía General Avanzada, Ginecología, Urología, Medicina Operatoria en Francia e Inglaterra. En 1917 regresa a Venezuela.
Por más de 40 años, Luciani fue profesor de la Facultad de Medicina de la UCV y titular de la Cátedra de la Clínica Quirúrgica. Los cronistas de la época describen que sus alumnos disputaban los primeros puestos del salón para seguir de cerca sus métodos de enseñanza.

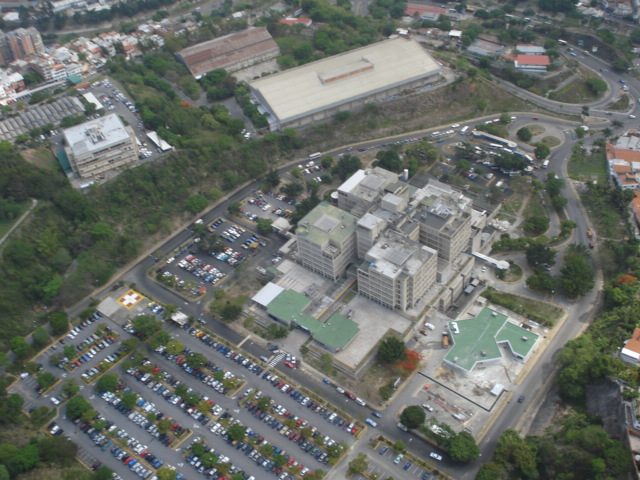
Vista aérea del Hospital Domingo Luciani.

Luciani se desempeñó como Jefe del servicio de Cirugía del Hospital Vargas y escribió más de 74 trabajos que hoy reposan en la Academia Nacional de Medicina. Buena parte de ellos fueron publicados en la revista Gaceta Médica de Caracas.
Por su legado educativo y médico, recibió innumerables honores a lo largo de su carrera, además el Hospital General del Este lleva su nombre. Sin descendencia pero rodeado de sus discípulos y amigos, falleció en Caracas el 11 de noviembre de 1979, a los 92 años.

## Su labor
- En 1938 fundó junto a tres colegas la Clínica Luis Razetti (Caracas), donde trabajó durante tres décadas, mientras ejercía simultáneamente la docencia.

- Fue Vicerrector interino de la UCV en 1938.

- Fue el primer presidente de la Sociedad Venezolana de Cirugía en 1945.